# Tokyo Electric Power Company
La Tokyo Electric Power Company (東京電力株式会社?, Tōkyō Denryoku Kabushiki-gaisha), conosciuta anche come Tōden (東電?) o TEPCO,  è la più grande compagnia elettrica del Giappone. Serve la regione del Kantō.

## Centrali energia nucleare
La società dispone di 3 centrali nucleari che in passato avevano fornito fino al 40% dell'energia elettrica che necessitava TEPCO e quindi Tokyo e la sua regione:
- Kashiwazaki Kariwa, nella prefettura di Niigata, è la centrale nucleare più grande al mondo con una potenza netta di 7965 MW. Episodio degno di nota: nel luglio del 2007, a causa di un terremoto molto violento, la centrale ha perso dell'acqua radioattiva dalle piscine del combustibile esausto. L'impianto è stato in seguito chiuso per controlli approfonditi fino a metà circa del 2008.
- Fukushima Dai-ichi, nella prefettura di Fukushima, è entrata in funzione nel 1971 e ha una potenza di 4.696 MW. La centrale è stata gravemente danneggiata dal terremoto del Tōhoku del 2011 ed ha rilasciato radioattività nell'ambiente a tal punto da far catalogare l'incidente con il livello 7, massimo grado della scala INES.[1][2][3][4] La società ha dichiarato che dismetterà la centrale.
- Fukushima Dai-ni, sempre nella prefettura di Fukushima, è entrata in funzione nel 1982 e ha una potenza di 4.400 MW. Il terremoto del Tōhoku del 2011 ha comportato danni minori, nonostante l'impatto dello tsunami abbia invaso la centrale.

Nel settembre 2002, durante il governo Jun'ichirō Koizumi. a seguito di uno scandalo dovuto alla esposizione, e successiva ammissione, di manipolazioni dei dati delle verifiche di sicurezza dei reattori nucleari, fu ordinato il fermo di tutti i diciassette i reattori gestiti dalla TEPCO. Tale fermo proseguì per tutto il 2003, causando il primo crollo di generazione nella storia di produzione di energia del Giappone (dal livello poco superiore ai 300 TWh, mantenuti costantemente dei 6 anni precedenti, ai circa 220 TWh del 2003). L'evento richiamato sopra, con riferimento alla centrale di Kashiwazaki-Kariwa, è imputabile del secondo crollo produttivo nucleare in Giappone, quello nel 2008 (sceso a circa 240 TWh). Inoltre strascichi cronici degli eventi citati sulla gestione di vari reattori della TEPCo ha impedito un recupero della generazione nucleare totale nucleare del Giappone, che a parte un parziale recupero nel 2006 a circa 290 TWh, non si è più avvicinato al valore di generazione di 300 TWh del periodo aureo del nucleare in Giappone. Infine gli eventi del marzo 2011 alla centrale Fukushima Daiichi, ancora una volta imputabili alla problematica gestione della TEPCO, sono la causa del sostanziale azzeramento della generazione nucleare in Giappone tra il 2012 ed il 2016.

## Centrali idroelettriche e termoelettriche
TEPCO possiede inoltre 160 impianti idroelettrici che forniscono il 7% dell'energia di cui necessita.

Il 50% è costituito da fonti termoelettriche fossili (metano, petroli, carbone) e il rimanente 3% da fonti rinnovabili incluso lo sfruttamento dei vapori geotermici.
Tepco possiede 160 stazioni idroelettriche con una capacità totale di 8,673 MW
- Diga di Nagawado (623 MW)
- Diga di Takase (1,280 MW)
- Diga di Tanbara (1,200 MW)
- Diga di Sabigawa (900 MW)
- Diga di Imashi (1,050 MW)
- Diga di Kazunogawa (800 MW)
- Stazione idroelettrica di Kanagawa (2,820 MW)